# Torneo de Amsterdam 2004
El Torneo de Ámsterdam 2004 fue la vigésima cuarta edición del Amsterdam Tournament, un torneo de fútbol de pretemporada celebrado por equipos de clubes de todo el mundo, celebrado en el Amsterdam Arena. En este torneo participaron el local, Ajax, River Plate, Arsenal y el Panathinaikos. El torneo se desarrolló entre el 30 de julio y el 1 de agosto de 2004 y el ganador fue el Ajax Ámsterdam, quien ganó el campeonato por cuarto año consecutivo.

## Tabla de posiciones final
| Equipo        | Pts | PJ | PG | PE | PP | GF | GC | Dif |
| ------------- | --- | -- | -- | -- | -- | -- | -- | --- |
| Ajax          | 7   | 2  | 1  | 1  | 0  | 3  | 2  | 1   |
| River Plate   | 5   | 2  | 1  | 1  | 0  | 1  | 0  | 1   |
| Arsenal       | 2   | 2  | 0  | 2  | 0  | 0  | 0  | 0   |
| Panathinaikos | 2   | 2  | 0  | 0  | 2  | 2  | 4  | -2  |

Nota: Se concede un punto adicional por cada gol marcado.

## Partidos
| 30 de julio de 2004, 19:00 | Arsenal | 0:0 | River Plate | Amsterdam Arena, Ámsterdam                                              |  |
|                            |         |     |             | Asistencia: 20.000 espectadores Árbitro(s): Jan Wegereef (Países Bajos) |  |

| 30 de julio de 2004, 21:15 | Ajax                            | 3:2 (0:0) | Panathinaikos                         | Amsterdam Arena, Ámsterdam                                               |                                                                          |
|                            | Ibrahimović 54' · Sonck 62' 64' |           | Maxwell 76' (a.g.) · Konstantinou 82' | Asistencia: 30.000 espectadores Árbitro(s): Frank de Bleeckere (Bélgica) | Asistencia: 30.000 espectadores Árbitro(s): Frank de Bleeckere (Bélgica) |

| 1 de agosto de 2004, 19:00 | Panathinaikos | 0:1 (0:1) | River Plate  | Amsterdam Arena, Ámsterdam                                             |                                                                        |
|                            |               |           | M. López 21' | Asistencia: 40.000 espectadores Árbitro(s): Pieter Vink (Países Bajos) | Asistencia: 40.000 espectadores Árbitro(s): Pieter Vink (Países Bajos) |

| 1 de agosto de 2004, 21:15 | Ajax | 0:0 | Arsenal | Amsterdam Arena, Ámsterdam                                              |  |
|                            |      |     |         | Asistencia: 52.000 espectadores Árbitro(s): René Temmink (Países Bajos) |  |